# Elena Fattori
Elena Fattori (Rimini, 15 giugno 1966) è una politica italiana, senatrice della Repubblica nella XVII e XVIII legislatura della Repubblica Italiana, eletta con il Movimento 5 Stelle, che ha poi abbandonato a fine 2019.

## Biografia
Nata il 15 giugno 1966 a Rimini, vive a Genzano di Roma; madre di tre figli, si è laureata con lode in scienze biologiche presso l'Università degli Studi di Roma "La Sapienza" nel 1989, conseguendo il dottorato di ricerca in biologia molecolare presso l'Università Irchel di Zurigo nel 1994.
Dopo essersi laureata, ha lavorato intensamente come ricercatrice presso IRBM Science Park di Pomezia sino al 2009.

## Attività politica
Nel 2010 partecipa alle attività del Comitato acqua pubblica di Genzano di Roma, entrando a far parte nello stesso anno della sezione locale del Movimento 5 Stelle (M5S) e diventando un'attivista.
Alle elezioni politiche del 2013 viene candidata al Senato della Repubblica, tra le liste del M5S nella circoscrizione Lazio in quinta posizione, venendo eletta senatrice. Nella XVII legislatura è stata vicepresidente della 9ª Commissione Agricoltura e produzione agroalimentare e della 14ª Commissione Politiche dell'Unione europea.
Nel settembre 2017 si candida alle elezioni primarie del Movimento 5 Stelle per scegliere il capo politico e candidato premier del partito, in cui giunge seconda dietro a Luigi Di Maio, ottenendo 3.596 voti pari al 9,6%.
Alle elezioni politiche del 2018 è rieletta senatrice. Vicina alle posizioni di Roberto Fico, fa parte della corrente di sinistra del Movimento, cosiddetta ortodossa, critica nei confronti del leader Luigi Di Maio. Il 7 novembre 2018 non partecipa al voto di fiducia sul decreto sicurezza del Ministro dell'Interno Matteo Salvini, dichiarandosi contraria alle misure in esso contenute.
Il 7 novembre 2019 lascia il Movimento 5 Stelle, da tempo in procinto di farlo, per passare al gruppo misto, lamentando l'allontanamento dal partito ad opera del capo politico Luigi Di Maio, pur continuando a sostenere il governo Conte II.
Nel dicembre 2019 è tra i 64 firmatari per il referendum confermativo sulla riduzione dei parlamentari.
Il 12 gennaio 2021 Fattori, in vista del voto di fiducia sul governo Conte II, aderisce alla componente di Liberi e Uguali nel gruppo misto al Senato. Il 15 febbraio annuncia, in dissenso rispetto al proprio gruppo parlamentare, che non voterà la fiducia al nuovo governo di Mario Draghi. Il 26 febbraio, insieme a Paola Nugnes, annuncia la sua adesione a Sinistra Italiana.
Non si candida alle elezioni politiche anticipate del 2022, concludendo così il proprio mandato parlamentare.

## Incarichi parlamentari

### XVII legislatura
- Vice-capogruppo del Movimento 5 Stelle al Senato della Repubblica (dal 14 aprile 2014 al 14 luglio 2014)
- Vicepresidente della 9ª Commissione Agricoltura e produzione agroalimentare (dal 21 gennaio 2016 al 22 marzo 2018)
- Vicepresidente della 14ª Commissione Politiche dell'Unione europea (dal 21 maggio 2013 al 20 gennaio 2016)
- Membro della 9ª Commissione Agricoltura e produzione agroalimentare (dal 3 luglio 2013 al 20 gennaio 2016)
- Membro della 14ª Commissione Politiche dell'Unione europea (dal 15 maggio al 20 maggio 2013; dal 21 gennaio 2016 al 12 settembre 2017)
- Membro della 12ª Commissione Igiene e sanità (dal 7 maggio al 3 luglio 2013)

### XVIII legislatura
- Vicepresidente della 9ª Commissione Agricoltura e produzione agroalimentare (dal 21 giugno 2018 al 5 novembre 2019)[9]
- Segretario della 9ª Commissione Agricoltura e produzione agroalimentare (dal 5 febbraio 2020 al 12 ottobre 2022)[9]
- Membro della 9ª Commissione Agricoltura e produzione agroalimentare (dal 6 novembre 2019 al 4 febbraio 2020)[9]

## Opere
- Il Medioevo in Parlamento. Vaccini, Stamina, sperimentazione animale. Perché la politica sta boicottando la scienza, Milano, BUR, 2019 ISBN 9788817117845
- Prove tecniche di estinzione, autrici Elena Fattori, Valeria Poli, Carolina Sellitto, Milano Ed. People

Il condominio dei gatti Ed. Paguro